# Nick Jr. (Italia)
Nick Jr. è un canale televisivo a pagamento italiano edito da Paramount Global Italia. È visibile alle numerazioni 603 e 604 (Nick Jr. +1) di Sky Italia e Now con il pacchetto Sky Kids. È la versione locale della rete statunitense omonima.

## Storia
Nick Jr. inizia, le sue trasmissioni il 1º agosto 2009 sul canale 602 di Sky Italia, in sostituzione di RaiSat YoYo, che lascia la suddetta piattaforma satellitare per approdare come canale gratuito sul digitale terrestre.
Il 1º aprile 2010 il canale, subisce un restyling, rinnovando, il logo e le grafiche adattandosi alla versione statunitense.
Il 4 luglio 2011 Nick Jr. cambia numerazione, passando al canale 603 di Sky, mentre lo stesso giorno, al canale 604, viene lanciato Nick Jr. +1, che ritrasmette i programmi di Nick Jr. un'ora dopo.
Dal 10 giugno 2013 tutta la programmazione di Nick Jr. e del suo timeshift +1 è trasmessa in 16:9. Inoltre, sempre in questa data, vengono rinnovati i bumper, la grafica e i promo.
Il 3 settembre 2018 i bumper, la grafica e i promo del canale vengono nuovamente rinnovati.
L'11 febbraio 2024 i bumper, la grafica e i promo del canale vengono nuovamente rinnovati.
Lo speaker del canale, è la doppiatrice Emanuela Pacotto.

## Programmi

### Attualmente in onda
- 44 gatti (la notte)
- Barbapapà - Una grande famiglia felice!
- PAW Patrol - La squadra dei cuccioli
- I Puffi
- Rubble & Crew
- Kit & Sam
- Team Jay (dalla Juventus)

### Precedentemente in onda
- Alice & Lewis
- Alice nel Paese delle Meraviglie
- Alvinnn!!! e i Chipmunks
- Barbapapà
- Barnyard - Ritorno al cortile
- Blue's Clues & You!
- Carotina Super Bip
- Casper - Scuola di paura (1a TV st. 2)
- Corn & Peg
- Deer Squad
- Dora l'esploratrice
- Dora and Friends in città
- Daniel Tiger
- Evviva Sandrino!
- Faireez
- Fifi e i bimbi fioriti
- Fresh Beat Band: Le Spie
- Giulio Coniglio
- Gli Snorky
- Gli zonzoli
- Hello! Spank
- Il fantastico mondo di Richard Scarry
- Il mio amico Rocket
- Il piccolo regno di Ben e Holly
- Indovina con Jess
- I Rugrats
- Kirikù alla scoperta degli animali dell’Africa
- L'ape Maia
- La cameretta di Blue
- La giostra magica
- Le avventure di Fievel
- Little Bill
- Little Charmers
- Louie
- Max e Ruby
- Mofy
- Miss Spider
- Mutt & Stuff
- Nature Cat
- Nella, principessa coraggiosa
- Ni Hao, Kai-Lan
- Olivia
- Ranger Rob
- Roary l'auto da corsa
- Santiago dei mari
- Shimmer and Shine
- Stuart Little
- Team Umizoomi
- Top Wing
- Vai Diego
- Vicky il vichingo
- Wanda e l'alieno
- Wonder Pets
- Yakkity Yak
- Yo Gabba Gabba!
- Zack & Quack
- 1,2,3 Perché? Impara l'Inglese con me!

## Loghi

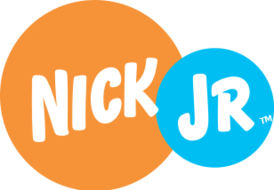
1º agosto 2009 - 1º aprile 2010
1º aprile 2010 - 11 febbraio 2024
In uso dall'11 febbraio 2024